# Johann Plenge
Johann Plenge (7 de junio de 1874-11 de septiembre de 1963) fue un sociólogo alemán. Fue profesor de economía política en la Universidad de Münster. El profesor Plenge era tenido como una gran autoridad sobre Karl Marx, y su obra Marx und Hegel marca el comienzo del moderno renacimiento hegeliano entre los académicos marxistas. Más tarde sus puntos de vista socialistas se volvieron muy nacionalistas, y es visto como uno de los más importantes predecesores intelectuales del nacionalsocialismo.
En su libro 1789 y 1914 contrastaba las “Ideas de 1789” (libertad) con las “Ideas de 1914” (organización). Plenge argumentaba: “bajo la necesidad de la guerra, las ideas socialistas han sido llevadas a la vida económica alemana, su organización ha crecido en un nuevo espíritu, y así la afirmación de nuestra nación para la humanidad ha dado nacimiento a la idea de 1914, la idea de la organización alemana, la unidad nacional del socialismo de estado”. Para Plenge, como para muchos otros nacionalistas y socialistas alemanes, “organización” significaba socialismo y economía planificada. Él veía la guerra entre Alemania e Inglaterra como una guerra entre principios opuestos.

## Obras
- Westerwälder Hausierer und Hausgänger, Duncker & Humblot (= Schriften des Vereins für Socialpolitik 78), Leipzig 1898
- Gründung und Geschichte des Crédit Mobilier. Zwei Kapitel aus Anlagebanken, eine Einleitung in die Theorie des Anlagebankgeschäftes, Laupp, Tübingen 1903
- Marx und Hegel, Laupp, Tübingen 1911
- Von der Diskontpolitik zur Herrschaft über den Geldmarkt, Springer, Berlín 1913
- Der Krieg und die Volkswirtschaft, Borgmeyer, Münster 1915
- 1789 und 1914: Die symbolischen Jahre in der Geschichte des politischen Geistes, Springer, Berlín 1916
- Die Revolutionierung der Revolutionäre, Der Neue Geist, Leipzig 1918
- Durch Umsturz zum Aufbau, Munster i, Westf, 1918
- Zur Vertiefung des Sozialismus, Der Neue Geist, Leipzig 1919
- Die Altersreife des Abendlandes, Robert Kämmerer, Düsseldorf 1948
- Cogito ergo sumus. Ed. Hanns Linhardt, Duncker & Humblot, Berlín 1964